# David Cordingly
David Cordingly, né le 5 décembre 1938 est un écrivain et un historien de la marine britannique. Il est notamment spécialisé dans la piraterie et a travaillé pour le National Maritime Museum.